# Трембач, Владимир Викторович
 Владимир Викторович Трембач  (1917—?) — специалист в области светотехники, доктор технических наук, профессор кафедры светотехники МЭИ,  почетный академик РАЭН.

## Биография
Виктор Семенович Литвинов родился в обозе русской армии 8 июля 1917 года. В эти годы его отец его, Виктор Иванович, воевал в Турции.
Детство Виктора Семеновича прошло в селах Ставропольского края — Солуно-Дмитриевское, Невинномысске и др. Учился в школе в городе Кисловодске. После окончания школы поступил учиться в Московский энергетический институт, в июне 1941 года защитил диплом. Виктор Семенович увлекался театром, принимал участие в работе драматических студий Москвы.
В 1941 году был послан на обучение в г. Нахабино на командные курсы при Военно-инженерной Академии им. Куйбышева. Начал войну под Москвой курсантом, закончил капитаном в Берлине. Лейтенант В. В. Трембач воевал в войсках Калининского фронта, участвовал в освобождении г. Великие Луки, городов Латвии. В составе войск I-го Белорусского фронта В. Трембач освобождал Варшаву, города Быдгащь, Кутно, Влоцлавик, Торум, Быдгош (Бромбарг), Шнайдемюль, участвовал в прорыве Кюстринского плацдарма, в штурме Берлина. До марта 1947 года служил в оккупационных войсках в немецком городе Веймаре.
После демобилизации в 1947 году работал в родном институте на кафедре светотехники на должностях: ассистент, доцент, профессор.
В 1953 году защитил кандидатскую диссертацию на тему: «Расчет зеркальных светильников методом элементарных изображений», в 1964 году защитил докторскую диссертацию на тему:«Расчет и моделирование оптических устройств светильников». С 1966 года — профессор кафедры светотехники МЭИ.
В Московском энергетическом институте читал лекции по курсам «Расчет, конструирование и технология светильников»,  «Специальные вопросы расчета световых приборов».
Под руководством В. Трембача было подготовлено и защищено 12 кандидатских диссертаций. Ученым созданы курсы «Вычислительная техника в инженерных и экономических расчетах», «Световые приборы», на факультете ЭТФ МЭИ созданы специальности «Оптико-электронные приборы».
Область научных интересов: световые приборы общего и специального назначения.

## Награды и звания
- Орден Отечественной войны II степени
- Орден Красной Звезды
- 7 медалей.

За разработку световых приборов с лампами ДКсТ, а также облучателей для ИК сушки, В. Трембач получил в 1973 и 1975 годах премии Минвуза СССР, его световые приборы отмечались серебряной и бронзовой медалями на ВДНХ.

## Труды
- Световые приборы : [Учеб. для вузов по спец. "Светотехника и источники света"] / В. В. Трембач. - 2-е изд., перераб. и доп. - М. : Высш. шк., 1990. - 462,[1] с. : ил.; 21 см.; ISBN 5-06-001892-X/
- Светильники (теория и расчет). «Энергоиздат», 1958 г., 20 п. л.
- Световые приборы (теория и расчет)/ «Высшая школа», 1972, 30 п. л.
- Шесть изданий раздела «Электрическое освещение» электротехнического справочника МЭИ.
- Справочная книга по светотехнике. Раздел «Светильники», Изд. АН СССР, 1958 г.